# フランシスコ・デ・ミランダ
セバスティアン・フランシスコ・デ・ミランダ・ラベーロ・イ・ロドリゲス・デ・エスピノーサ（西:Sebastián Francisco de Miranda Ravelo y Rodríguez de Espinoza, 1750年3月28日 - 1816年7月14日）は、ベネズエラの革命家。一般的にはフランシスコ・デ・ミランダ（スペイン語発音: [fɾanˈsisko ðe miˈɾanda]）として知られ、シモン・ボリバルの先駆者とも見做されている。ミランダはスペイン帝国からの独立およびイスパノアメリカの統合を狙ったが失敗し、1812年にスペインに捕えられ、刑務所内で1816年に死去した。しかし、ミランダの死後14年のうちにイスパノアメリカの大部分は独立を果たしている。

## 経歴

### 生立ち

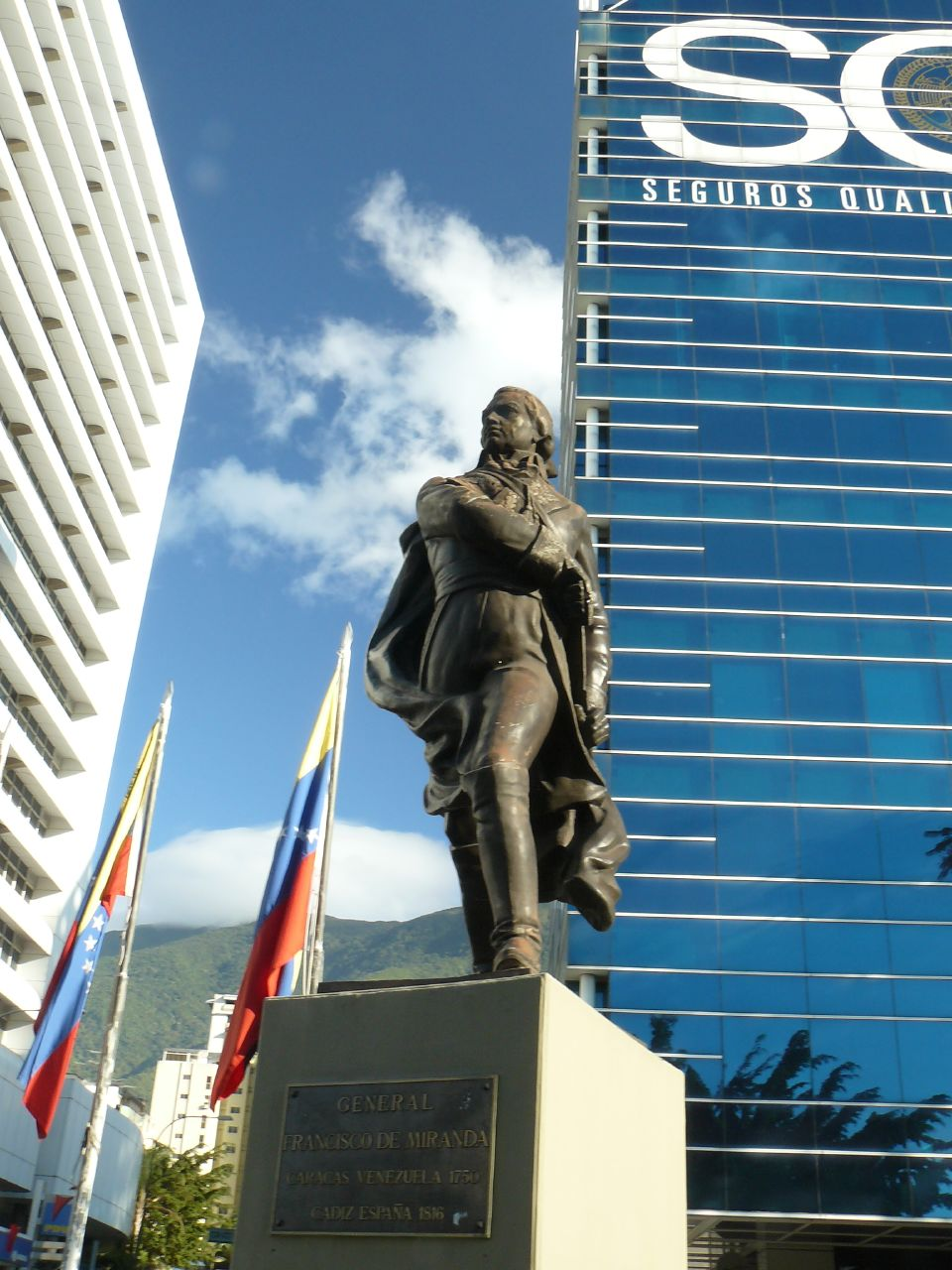
カラカスにあるミランダ像

セバスティアン・フランシスコ・デ・ミランダは1750年、カナリア諸島で商人をしていたセバスティアン・デ・ミランダ・ラベーロとベネズエラ人フランシスカ・アントーニア・ロドリゲス・デ・エスピノーサの子供として裕福な家に生まれた。私立学校に通ったものの、白人でなくクリオーリョであることから差別を受け、そのことに疑問を抱きつつ成長した。

### 米国へ
1771年にミランダはスペイン帝国陸軍に入隊した。そして、アラゴンの聯隊に配属され、アメリカ独立戦争に関心を示した。1781年にはアメリカ独立戦争のペンサコーラの戦いに参戦し、中佐に昇進した。
翌年1782年、バハマ占領にも参戦したミランダはバハマ島陥落の報をベルナルド・デ・ガルベス・イ・マドリーに告げたが、ガルベスは自らの許可無くバハマに侵攻したことに憤慨し、ミランダは捕えられた。この時のスペインの非公式を是としない方針に納得できなかったことがミランダをスペイン帝国からの独立へと向かわせたとも言われている。
1783年、解放されたミランダは米国へと戻り、ボストンから英国行の船に乗る。そこでジョージ・ワシントンやトマス・ペイン、アレクサンダー・ハミルトン、ヘンリー・ノックス、トマス・ジェファーソン等の面々と遭遇した。

### 欧州へ
1785年8月9日に英国に着いた後、ミランダはヴェネツィア、パドヴァ、ヴェローナ、マントヴァ、パルマ、モデナ、ボローニャ、フィレンツェ、ピサ、ルッカ、リヴォルノ、ローマ、ナポリ等、現在のイタリア共和国にあたる地域の都市を同年11月12日から翌1786年3月16日にかけて周遊した。そして4月2日、ドゥブロヴニク（かつてはラグーサ）に到着、9月23日までオスマン帝国のコンスタンティノープル（現在のイスタンブール）に滞在した。9月26日から翌1787年9月7日の約一年間はロシア帝国で過ごした。同月10日にスウェーデン王国の首都ストックホルムに到着、11月2日まで滞在し、10日から12月17日までをノルウェー王国及びスウェーデンに戻ってカールスクルーナで過ごした。そこからは乗船し、翌1788年3月10日までをデンマークで過ごした。その後はハンザ同盟のハンブルク及びブレーメンで4月1日から同月27日までを過ごし、オランダ王国で5月2日頃から6月16日までを過ごした。そして、ライン川沿いに現在のベルギー王国やドイツ連邦共和国の都市を経由しながら南下し、スイス連邦のバーゼルに7月30日に到着し、9月25日にはジュネーブに到着した。フランス共和国に入りマルセイユに滞在した後、ボルドーに1789年2月26日に到着した。その後は北上し、ルーアン、ル・アーヴル、パリ等に滞在した。そして、ドーバーへ向かい、6月19日にロンドンに到着し、友人の家に身を寄せた。
一方のスペイン帝国はミランダを外交上の理由で捕獲しようとしていたが、ロシア帝国駐ロンドン大使セミヨン・ヴォロンツォフが、時の英国外務英連邦大臣のフランシス・フォドルフィン・オズボーンに対し、エカチェリーナ2世の下に於ける任務を果たさせることによりミランダをスペイン帝国から引き離した。そして、ミランダはロシア帝国下に於いてアメリカ大陸への移住を勧めた。

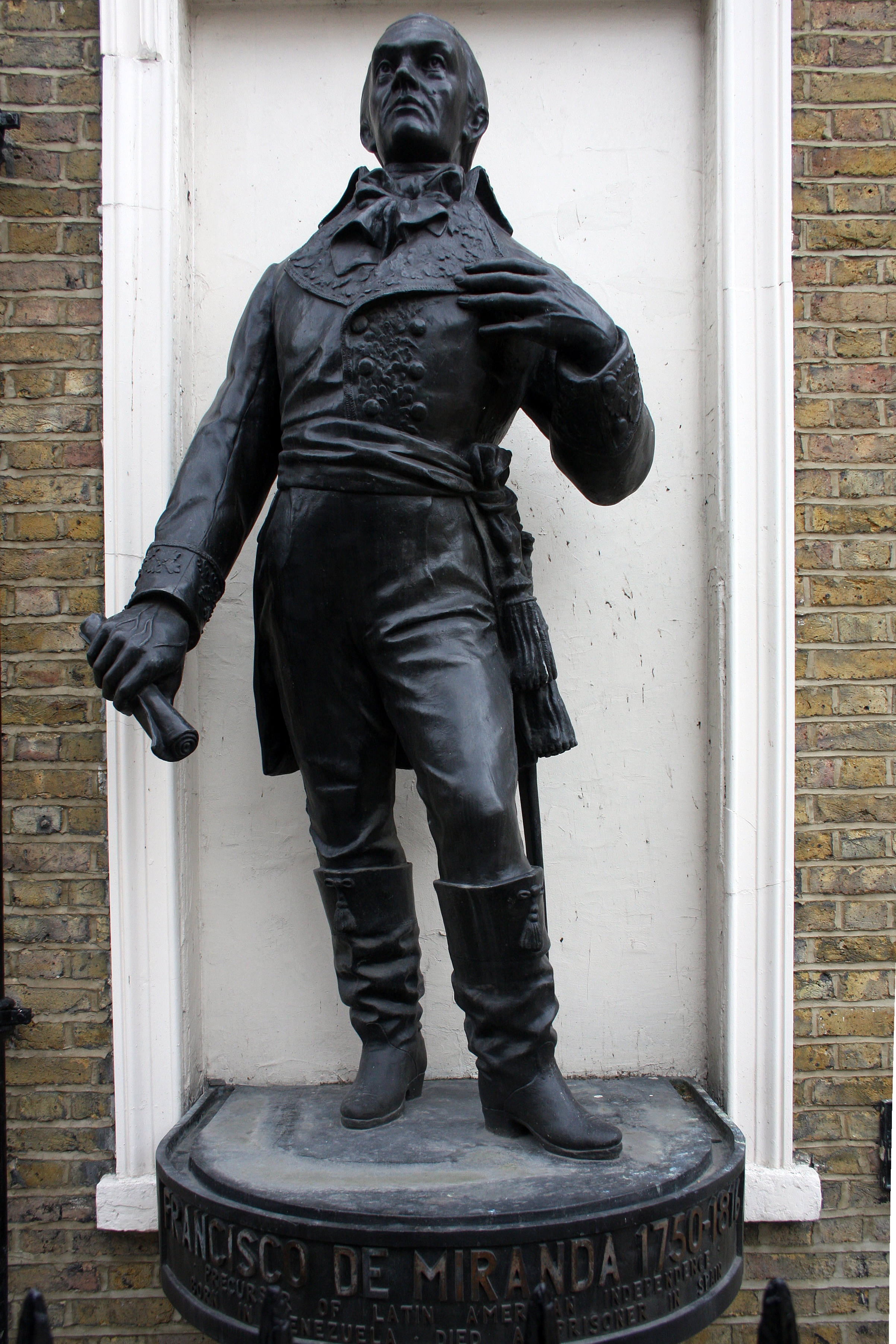
ロンドンフィッツロイ広場にあるミランダ像

### フランス革命期
ミランダは1791年よりフランス革命に参加した。彼はパリでジロンド派のジャック・ピエール・ブリッソーとジェローム・ペティヨン・ド・ヴィルヌーヴと知り合い、シャルル・フランソワ・デュムリエ率いるフランス革命軍の一員としてネーデルラントに赴いた。
1793年4月にアントワーヌ・フーキエ＝タンヴィルに捕えられたミランダは、デュムリエの政府に対する謀略を計画したとして非難された。ジャン＝ポール・マラーはこのことについて、ミランダは無罪を主張しているが、同年6月に再逮捕されラ・フォース刑務所に拘置された。そして、その中においても恐怖政治を執行する公安委員会を非難していた、と記している。1794年6月にテルミドールのクーデターでマクシミリアン・ロベスピエールが処刑されてもなお、翌1795年1月まで拘置された。その後の総裁政府に対しても反抗的態度を示したため、再逮捕され、国外追放された。
しかしながら、1797年9月にフランス国内にミランダは再び出現したので、警察の裏情報でも彼の名前がよく挙がるようになったが、ミランダを捕える前に彼自身がフランス革命に失望し、1798年1月にはドーバーへ去ったために逮捕には至らなかった。そして、その後はロンドンに移住し、二人の子供と使用人、妻のサラ・アンドリューと暮らし 、また、この頃ウィリアム・ステファンズ・スミスと出会った。
フランス革命に参加したために、アメリカ大陸出身人物としては唯一、フランス第一帝政によって作られたエトワール凱旋門にその名が刻まれている。

### 南米へ

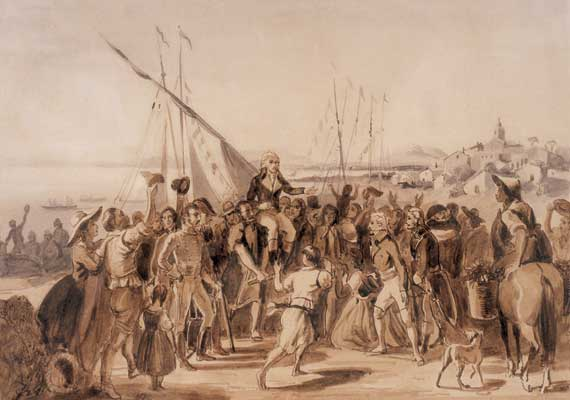
ラ・グアイラでのミランダの歓待（19世紀、ヨハン・モーリッツ・ルゲンダス作）。カラカス最高議会の代表任命を受けるミランダがシモン・ボリバルやミランダの支持者と共に描かれている。

ミランダの人生はラテンアメリカに於けるスペイン帝国からの独立への苦難に満ちていた。ミランダはミシシッピ川からホーン岬に至る広大な領域に広がるスペインやポルトガルの植民地全てを合わせ、一個の帝国として独立させる構想を思い描いていた。帝国はインカ帝国にちなんでインカと称する世襲制の皇帝に率いられ、二院制の議会を持つ。また国号はクリストファー・コロンブスから取りコロンビアとする計画であった。
1805年11月、ミランダはニューヨークへと旅行し、ウィリアム・ステファンズ・スミスと再開、彼の紹介で商人のサムエル・オグデンと出会った。そして、ワシントンD.C.に移動し、時の大統領トマス・ジェファーソンや国務長官ジェームズ・マディソンとも個人的に話をした。その後ミランダはベネズエラ独立のためのフィリバスター組織を結成した。この中には後にメキシコ合衆国からテキサス共和国が独立した際に暫定大統領となったデービッド・ガーベナー・バーネットもいた。そして彼はサムエル・オグデンから船を借り、現在のハイチ共和国ジャクメルに至った。そこで更に二艘を乗組員付きで借りた。そして、それらの船の中で1806年3月12日、ベネズエラの国旗を作成した。4月28日にスペイン艦隊がベネズエラ沖に至り、ジャクメルで借りた船が沈没した。この時、6人が捕えられ、10人が死亡した。その後、当時英国領であったバルバドス島、トリニダード島にミランダは行き、体勢を立て直した。当時の英国はミランダを裏で援助し、ベネズエラ総監領の侵略をミランダに唆した。何故ならスペイン帝国はナポレオン・ボナパルト率いるフランス第一帝政と同盟関係にあったからである。8月3日にベネズエラに戻り、要塞を陥落させ、ベネズエラの地に彼の作った国旗を掲揚した。翌朝迄にはコロとその港を占拠したものの、住民からの援助はなかった。更にスペイン王国軍が戻って来ることが予想されたため、13日にはコロを放棄し、西インド諸島へと引き返した。1808年には英国による軍備増強が完了し、アーサー・ウェルズリー率いる軍隊となったが、ナポレオンに対するスペイン独立戦争が勃発すると、軍隊はそちらに動員された。

### ベネズエラ第一共和国時代
半島戦争に紛れて、1810年4月19日、ベネズエラ第一共和国をシモン・ボリバルやアンドレス・ベージョと共にミランダは成立させた。そして英国に使節を派遣し、政府の承認及び援助を求めた。ミランダは更にジャコバン派に倣った政治結社を設立し、周辺の植民地に独立と個人の概念を広めた。そしてミランダは議会によって自らの名前を冠したムニシピオであるアンソアテギ州フランシスコ・デ・ミランダの代表となった。更に議会は国旗を三色旗とすることも策定した。

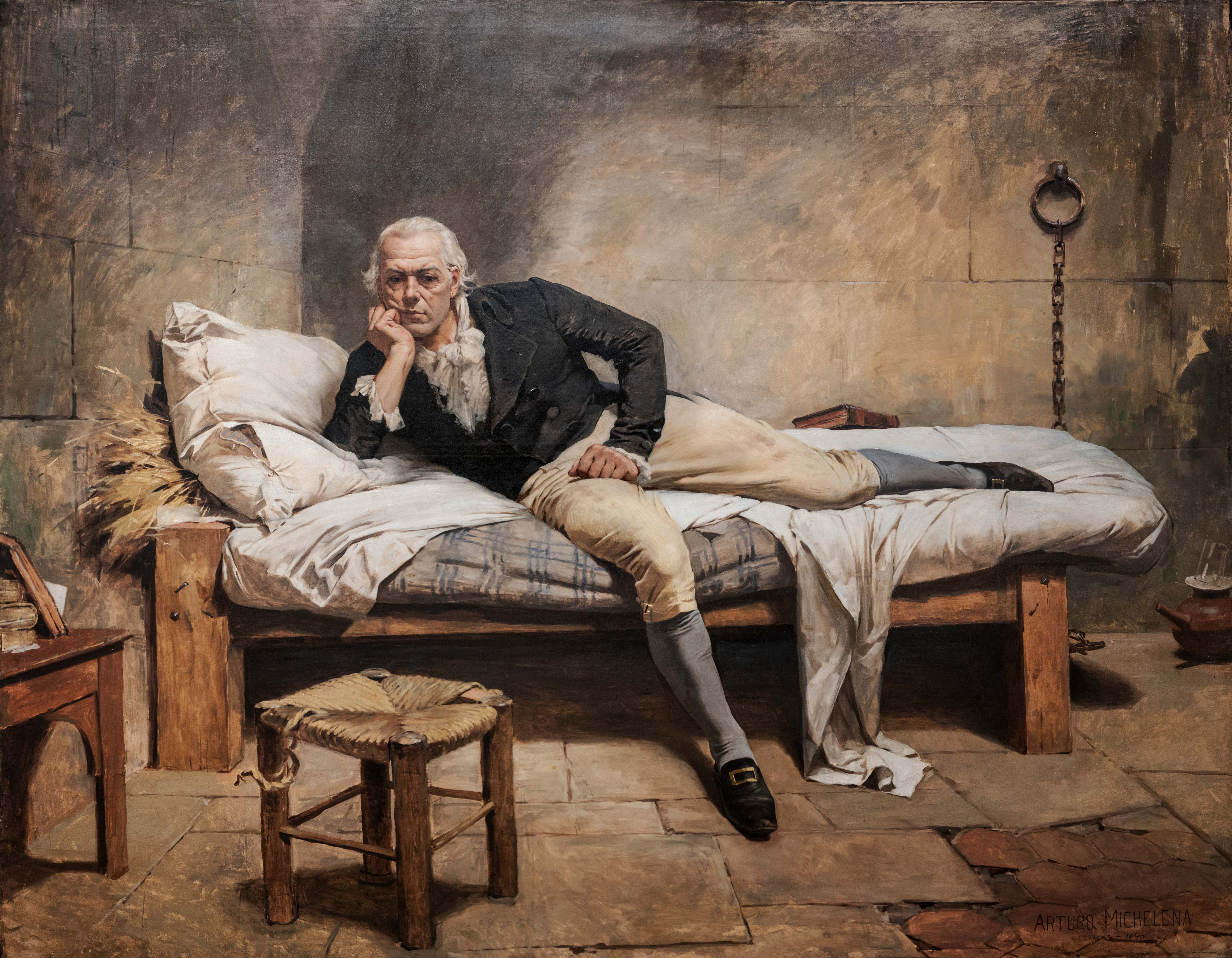
ガラクタのミランダ（1896年、アルトゥーロ・ミチェレーナ作、油絵、縦196.6cm、横245.5cm、カラカス国家美術館所蔵）。カディスの牢獄の中で最期の日を過ごすミランダを描いている。

翌年になると王党派の叛乱により、第一共和国は領土の拡大に挫折した。加えて、カカオのプランテーション農業が改善されなかったため、貧困層からの支持率は低迷した。更に1812年3月26日にカラカス地震が発生し、主に共和国側の地域が潰滅的な打撃を受けた。地震の発生が聖木曜日であったこともあり、国民はこれを神が共和国を認めない意思を示した結果と捉えて、叛乱は大規模化した。6月4日にはバルセロナが王党派の手に落ちた。加えてファン・ドミンゴ・デ・モンテベルデ率いるスペイン王国海軍が上陸、市民がスペイン王国海軍に加勢し、ミランダはベネズエラ中心部の僅かな領域のみでしか権力を行使できない状況に陥った 。第一共和国は非常事態宣言を発令、ミランダを大元帥に任命したものの、スペイン王国軍が7月半ばにバレンシアを占領し、ミランダは絶望的状況に追いやられた。7月25日にミランダはスペイン王国側と休戦協定を締結し、王党派が到着する以前に、ラグアイラから英国の船で国外脱出したが、シモン・ボリバル等から外患罪を問われ、最終的にスペイン王国軍にミランダは捕えられた。この背景にはシモン・ボリバルはミランダを反逆者として処刑したかったが、周囲がそれを阻止した経緯があった。というのもシモン・ボリバルは、和平条約をスペイン帝国が気にかけていることをミランダが信じているならば、彼は条約通りに動くだろうし、そうでないならば彼は叛逆者となり、軍に殺されるだろう、という解釈をミランダに対してしていたのである。しかし、皮肉なことに、ミランダによってこの解釈はスペイン帝国側に伝わり、ミランダが逃亡する機会を与えた。
この時捕まったミランダは、永遠に自由を与えられなかった。裁判中途にスペインカディス県サン・フェルナンドで死んだのである。集団墓地に埋葬されたが、埋められた場所は判らないため、ベネズエラ国家神殿に空の墓が造成されている。

## 業績
ミランダはベネズエラでは非常に高名であり、高い評価を受けている。そして、1889年にはミランダ州が設立され、港町プエトロ・ミランダや他にミランダやフランシスコ・デ・ミランダの名前のムニシピオが多数存在する。また、カラカスにはフランシスコ・デ・ミランダ大元帥空軍基地やフランシスコ・デ・ミランダ大元帥公園が存在する。
1930年代にはベネズエラ政府によってフランシスコ・デ・ミランダという勲位も制定された。更に2006年には国旗の日がミランダの旗の制定日に合わせて8月3日に移動した。
また、ボリビア革命ではミランダ作戦という作戦があったほか、2006年には彼の生涯を映画化した『フランシスコ・デ・ミランダ』も公開されている。パリのエトワール凱旋門にも彼の名が刻まれている。
2000年から2007年まで発行されたベネズエラの旧5000ボリバル紙幣と、2008年から発行されている2ボリバル・フエルテ紙幣に肖像が使用されている。
2012年9月29日には小型地球観測衛星フランシスコ・デ・ミランダ（VRSS-1）をベネズエラは中華人民共和国の協力で打ち上げている。

## 評価
シモン・ボリバルの副官、ダニエル・フローレンス・オレリーはミランダの死に関して次の様に述べたとされる。
"ミランダは18世紀においてアメリカ大陸に対する意識と関心を持たせる天才であった。そして彼は自らが戦士であることを誇っていたものの、彼の最大の業績は執筆であった。"

## 関連書籍
- Chavez, Thomas E. Spain and the Independence of the United States: An Intrinsic Gift. University of New Mexico Press, 2003.
- Harvey, Robert. "Liberators: Latin America`s Struggle For Independence, 1810-1830". John Murray, London (2000). ISBN 0-7195-5566-3
- Miranda, Francisco de. (Judson P. Wood, translator. John S. Ezell, ed.) The New Democracy in America: Travels of Francisco de Miranda in the United States, 1783–84. Norman: University of Oklahoma Press, 1963.
- Roberston, William S. "Francisco de Miranda and the Revolutionizing of Spanish America" in Annual Report of the American Historical Association for the Year 1907, Vol. 1. Washington: Government Priniting Office, 1908. 189–539.
- Robertson, William S. Life of Miranda, 2 vols. Chapel Hill: University of North Carolina Press, 1929.
- Thorning, Joseph F. Miranda: World Citizen. Gainesville: University of Florida Press, 1952.
- Moisei Alperovich . "Francisco de Miranda y Rusia", V Centenario del descubrimiento de América: encuentro de culturas y continentes. Editorial Progreso, (Moscu), shortened version in Spanish, (1989), ISBN 5-01-001248-0, Edit. Progreso, URSS, 380 pages. Russian Version : unabridged, (1986).